# Lättvikt i grekisk-romersk stil i brottning vid olympiska sommarspelen 1972
Herrarnas brottningsturnering i grekisk-romersk stil i viktklassen lättvikt vid olympiska sommarspelen 1972 avgjordes i Fairgrounds, Judo and Wrestling Hall i München. 

## Medaljörer
| Klass    | Guld                                 | Silver                       | Brons                       |
| Lättvikt | Sjamil Chisamutdinov · Sovjetunionen | Stoyan Apostolov · Bulgarien | Gian-Matteo Ranzi · Italien |

## Resultat
Legend
- TF — Vinst genom fall
- IN — Vinst genom att motståndaren skadas
- DQ — Vinst genom passivitet
- D1 — Vinst genom passivitet, vinnaren är också passiv
- D2 — Båda brottarna förlorade på grund av passivitet
- FF — Vinst genom förverkande
- DNA — Anlände inte
- TPP — Totala straffpoäng
- MPP — Matchstraffpoäng

Straff
- 0 — Vinst genom fall, teknisk överlägsenhet, passivitet, skada och förverkande
- 0.5 — Vinst på poäng, 8-11 poängs skillnad
- 1 — Vinst på poäng, 1-7 poängs skillnad
- 2 — Vinst på passivitet,  vinnaren är också passiv
- 3 — Förlust på poäng, 1-7 poängs skillnad
- 3.5 — Förlust på poäng, 8-11 poängs skillnad
- 4 — Förlust genom fall, teknisk överlägsenhet, passivitet, skada och förverkande

### Elimineringsrunda

#### Omgång 1
| TPP | MPP |                            | Poäng |                           | MPP | TPP |
| --- | --- | -------------------------- | ----- | ------------------------- | --- | --- |
| 3   | 3   | Veikko Lavonen (FIN)       |       | Stoyan Apostolov (BUL)    | 1   | 1   |
| 1   | 1   | Mohammad Dalirian (IRI)    |       | Sotirios Nakos (GRE)      | 3   | 3   |
| 4   | 4   | Andrzej Supron (POL)       | 5:58  | Simion Popescu (ROU)      | 4   | 4   |
| 0   | 0   | Sjamil Chisamutdinov (URS) | 6:29  | Gaber Mohamed (EGY)       | 4   | 4   |
| 0   | 0   | Seyyit Hışırlı (TUR)       | 8:26  | Josef Brötzner (AUT)      | 4   | 4   |
| 4   | 4   | Robert Buzzard (USA)       | 7:19  | Gian-Matteo Ranzi (ITA)   | 0   | 0   |
| 0   | 0   | Heinz Rhyn (SUI)           | 7:37  | Ole Sorensen (CAN)        | 4   | 4   |
| 0   | 0   | Takashi Tanoue (JPN)       | 6:47  | Mohamed Bahamou (MAR)     | 4   | 4   |
| 0   | 0   | Antal Steer (HUN)          | 4:00  | Alberto Bremauntz (MEX)   | 4   | 4   |
| 2.5 | 2.5 | Sreten Damjanović (YUG)    |       | Manfred Schöndorfer (FRG) | 2.5 | 2.5 |
| 3   | 3   | Aka Djan (AFG)             |       | Tage Juhl Weirum (DEN)    | 1   | 1   |
| 0   |     | Klaus-Peter Göpfert (GDR)  |       | Bye                       |     |     |

#### Omgång 2
| TPP | MPP |                           | Poäng |                            | MPP | TPP |
| --- | --- | ------------------------- | ----- | -------------------------- | --- | --- |
| 4   | 4   | Klaus-Peter Göpfert (GDR) | 5:32  | Veikko Lavonen (FIN)       | 4   | 7   |
| 1   | 0   | Stoyan Apostolov (BUL)    | 2:32  | Mohammad Dalirian (IRI)    | 4   | 5   |
| 7   | 4   | Sotirios Nakos (GRE)      | 8:38  | Andrzej Supron (POL)       | 0   | 4   |
| 8   | 4   | Simion Popescu (ROU)      | 5:07  | Sjamil Chisamutdinov (URS) | 0   | 0   |
| 0   | 0   | Seyyit Hışırlı (TUR)      | 5:32  | Robert Buzzard (USA)       | 4   | 8   |
| 7.5 | 3.5 | Josef Brötzner (AUT)      |       | Gian-Matteo Ranzi (ITA)    | 0.5 | 0.5 |
| 4   | 4   | Heinz Rhyn (SUI)          | 7:45  | Takashi Tanoue (JPN)       | 0   | 0   |
| 8   | 4   | Ole Sorensen (CAN)        | 1:00  | Mohamed Bahamou (MAR)      | 0   | 4   |
| 3   | 3   | Antal Steer (HUN)         |       | Sreten Damjanović (YUG)    | 1   | 3.5 |
| 8   | 4   | Alberto Bremauntz (MEX)   | 5:17  | Aka Djan (AFG)             | 0   | 3   |
| 2.5 | 0   | Manfred Schöndorfer (FRG) | 5:05  | Tage Juhl Weirum (DEN)     | 4   | 5   |
| 4   |     | Gaber Mohamed (EGY)       |       | DNA                        |     |     |

#### Omgång 3
| TPP | MPP |                            | Poäng |                         | MPP | TPP |
| --- | --- | -------------------------- | ----- | ----------------------- | --- | --- |
| 8   | 4   | Klaus-Peter Göpfert (GDR)  | 8:31  | Stoyan Apostolov (BUL)  | 0   | 1   |
| 9   | 4   | Mohammad Dalirian (IRI)    | 2:26  | Andrzej Supron (POL)    | 0   | 4   |
| 1   | 1   | Sjamil Chisamutdinov (URS) |       | Seyyit Hışırlı (TUR)    | 3   | 3   |
| 0.5 | 0   | Gian-Matteo Ranzi (ITA)    | 8:15  | Heinz Rhyn (SUI)        | 4   | 8   |
| 3   | 3   | Takashi Tanoue (JPN)       |       | Antal Steer (HUN)       | 1   | 4   |
| 8   | 4   | Mohamed Bahamou (MAR)      | 6:50  | Sreten Damjanović (YUG) | 0   | 3.5 |
| 2.5 | 0   | Manfred Schöndorfer (FRG)  | 4:08  | Aka Djan (AFG)          | 4   | 7   |
| 5   |     | Tage Juhl Weirum (DEN)     |       | Bye                     |     |     |

#### Omgång 4
| TPP | MPP |                        | Poäng |                            | MPP | TPP |
| --- | --- | ---------------------- | ----- | -------------------------- | --- | --- |
| 9   | 4   | Tage Juhl Weirum (DEN) | 2:56  | Stoyan Apostolov (BUL)     | 0   | 1   |
| 8   | 4   | Andrzej Supron (POL)   | 8:10  | Sjamil Chisamutdinov (URS) | 0   | 1   |
| 6   | 3   | Seyyit Hışırlı (TUR)   |       | Gian-Matteo Ranzi (ITA)    | 1   | 1.5 |
| 3   | 0   | Takashi Tanoue (JPN)   | 8:28  | Sreten Damjanović (YUG)    | 4   | 7.5 |
| 6   | 2   | Antal Steer (HUN)      |       | Manfred Schöndorfer (FRG)  | 2   | 4.5 |

#### Omgång 5
| TPP | MPP |                           | Poäng |                            | MPP | TPP |
| --- | --- | ------------------------- | ----- | -------------------------- | --- | --- |
| 4   | 3   | Stoyan Apostolov (BUL)    |       | Sjamil Chisamutdinov (URS) | 1   | 2   |
| 2.5 | 1   | Gian-Matteo Ranzi (ITA)   |       | Takashi Tanoue (JPN)       | 3   | 6   |
| 4.5 |     | Manfred Schöndorfer (FRG) |       | Bye                        |     |     |

#### Omgång 6
| TPP | MPP |                            | Poäng |                         | MPP | TPP |
| --- | --- | -------------------------- | ----- | ----------------------- | --- | --- |
| 7.5 | 3   | Manfred Schöndorfer (FRG)  |       | Stoyan Apostolov (BUL)  | 1   | 5   |
| 2.5 | 0.5 | Sjamil Chisamutdinov (URS) |       | Gian-Matteo Ranzi (ITA) | 3.5 | 6   |

#### Sista omgångarna
| TPP | MPP |                        | Poäng |                            | MPP | TPP |
| --- | --- | ---------------------- | ----- | -------------------------- | --- | --- |
| 3   | 3   | Stoyan Apostolov (BUL) |       | Sjamil Chisamutdinov (URS) | 1   | 1   |